# Palo Alto (Pennsilvània)
Palo Alto és una població dels Estats Units a l'estat de Pennsilvània. Segons el cens del 2000 tenia 1.052 habitants.

## Demografia
Segons el cens del 2000, Palo Alto tenia 1.052 habitants, 444 habitatges, i 306 famílies. La densitat de població era de 383,2 habitants per quilòmetre quadrat.
Dels 444 habitatges en un 25,7% hi vivien nens de menys de 18 anys, en un 55,2% hi vivien parelles casades, en un 10,4% dones solteres, i en un 30,9% no eren unitats familiars. En el 26,4% dels habitatges hi vivien persones soles el 14% de les quals corresponia a persones de 65 anys o més que vivien soles. El nombre mitjà de persones vivint en cada habitatge era de 2,37 i el nombre mitjà de persones que vivien en cada família era de 2,88.
Per edats la població es repartia de la següent manera: un 18,7% tenia menys de 18 anys, un 8% entre 18 i 24, un 27,1% entre 25 i 44, un 25,4% de 45 a 60 i un 20,8% 65 anys o més.
L'edat mediana era de 42 anys. Per cada 100 dones de 18 o més anys hi havia 89,2 homes.
La renda mediana per habitatge era de 35.729 $ i la renda mediana per família de 41.667 $. Els homes tenien una renda mediana de 30.449 $ mentre que les dones 21.042 $. La renda per capita de la població era de 16.806 $. Entorn del 3,5% de les famílies i el 6,9% de la població estaven per davall del llindar de pobresa.

## Poblacions més properes
El següent diagrama mostra les poblacions més properes.